# 陰茎

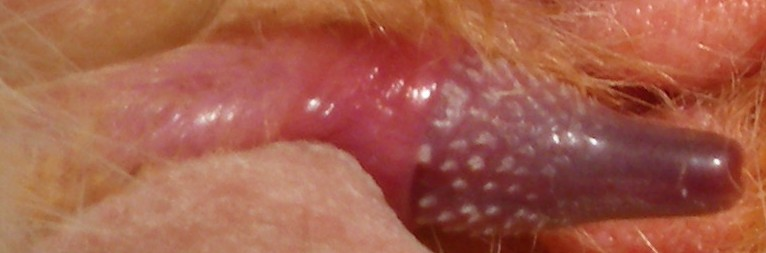
猫のペニス。陰茎棘が確認できる。生後6‐7月齢ほどで男性ホルモンによって陰茎棘ができる。そのため、去勢したオスでは男性ホルモンがなくなるため、陰茎棘が消滅する。この棘は、ヒト科の中ではホモサピエンスだけ失われている。

陰茎（いんけい、英: Penis）は、男性器の一部で、体内受精をする動物の雄にあり、尿道が通り立位排尿等が可能で身体から常時突出しているか、あるいは突出させることができる生殖器官及び泌尿器である。性交時等には勃起させ雌の生殖器等に挿入し、体内に精子を直接送りこむ際に用いられる性器（交接器）となる。特に外性器のうちのひとつ。
また、哺乳類では泌尿器を兼ね、睾丸や陰嚢の上部から突き出ている。陰茎を持つ動物では、雌にもそれに対応する構造が形成される例もあり、これは陰核と言う。
併せて、性同一性障害やトランスジェンダーや容姿の美観性を理由に、陰茎切除手術を行うことがある。

## 動物の陰茎

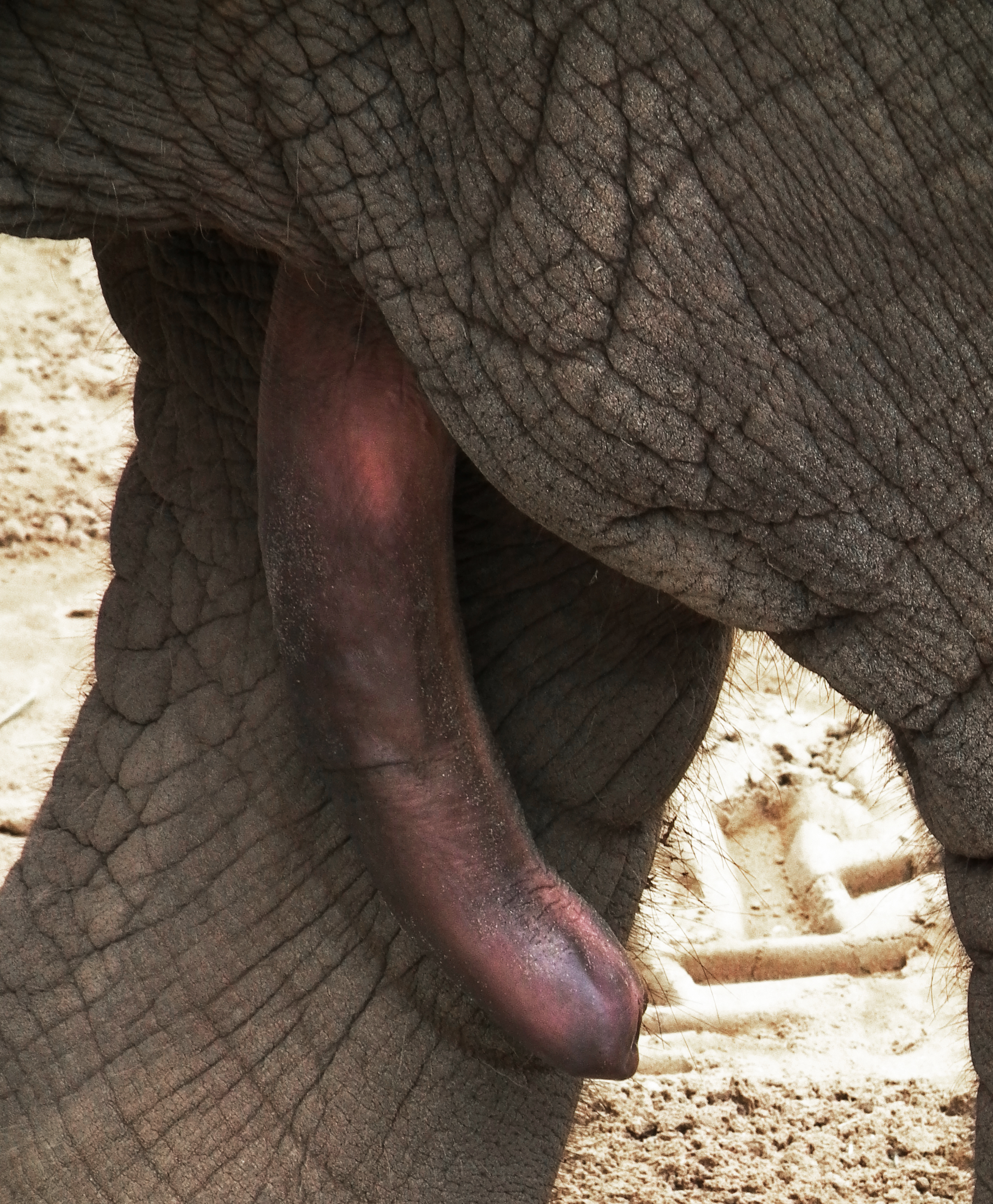
アジアゾウの陰茎

体内受精する動物の多くが精子を雌の体内に注入するため、雌の体内に差し入れることのできる管状の構造を発達させており、これが陰茎である。体内受精であっても、精包を受け渡すなど、交尾をしない型もあるので、体内受精する動物のすべてのオスが持っているわけではない。
陰茎は雄性生殖巣の出口に位置し、そこから突出するか、必要な場合に突き出すことができる。生殖巣の出口は肛門と共通であるか、あるいはそれに近い所にある例が多いため、陰茎もそこにある場合が多い（脊椎動物や昆虫類）が、例外もある。例えばミミズ類では体の前半、環帯より前の体節にあり、カタツムリなどでは体中央付近側面にある。
一つだけ持つ例も複数を持つ例もある。脊椎動物ではほ乳類や鳥類（あれば）やカメは一本、同じは虫類でもヘビやトカゲは一対である。無脊椎動物ではウズムシ類や昆虫は一本、ミミズ類は複数対を持つ。
なお、線虫類では交尾の際に雌の体内に挿入する針状構造があるが、精子が内部を通り抜けるのではないので、陰茎とは言わず、「交尾針」と呼んでいる。

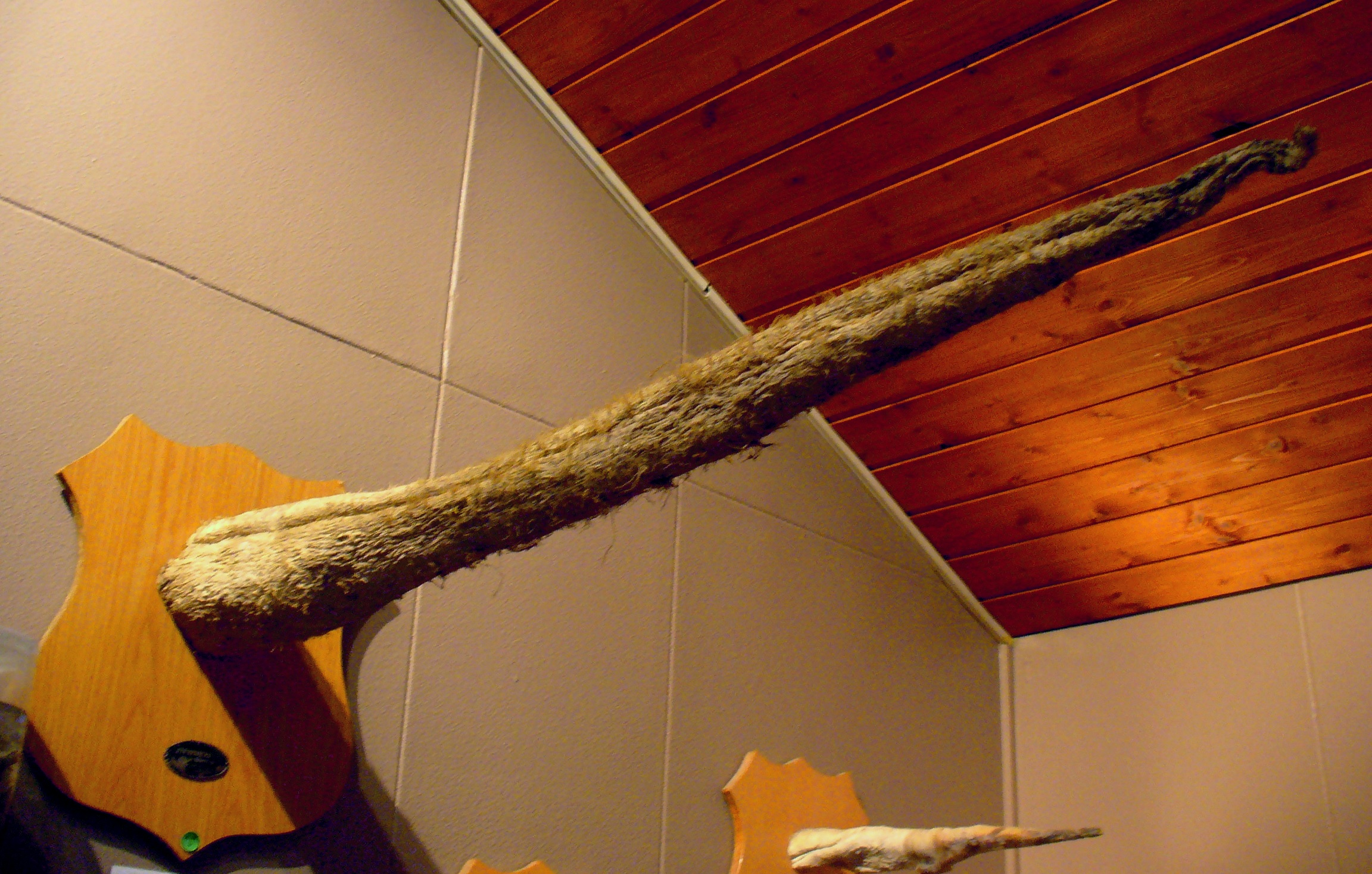
アイスランドペニス博物館に展示されているシロナガスクジラの陰茎

- 有袋類の多くは二股に分かれた陰茎を持っている[要出典]。
- クジラやイルカは陰茎の先を性交を楽にするためにある程度曲げることができる。
- 哺乳類の最小の陰茎はヨーロッパトガリネズミの5mm、最大はシロナガスクジラで2mを越える（勃起時のサイズは交尾時にしか観察できないため測定は困難）。
- 鳥類で陰茎を持つのはダチョウ目、シギダチョウ目とカモ科である[5]。これらの陰茎は哺乳類と構造が異なり、総排泄孔壁のリンパ液で勃起させる挿入器官（英語版）による[6]。鳥類の中でもアフリカオタテガモは体長の半分近くになる、体の大きさに対し全脊椎動物中最長の陰茎を持つ[要出典]。
- 爬虫類の有鱗目は2つの対になった半陰茎を持つ。
- 魚類の交尾鰭や交接器は鰭が変化して生じた。
- 昆虫の雄のペニスの相同器官は把握器 (aedeagus) と呼ばれる。
- 動物（哺乳類）の多くでは、亀頭部分を保護する目的から、包茎ないし表皮の下に埋もれている事が常態で、勃起時にのみ突出する。シロナガスクジラの陰茎は最大で約2mの長さを持つが、これは通常の遊泳時にはS字型に表皮下に収納されており、外部に露出していない。[要出典]

## ヒトの陰茎

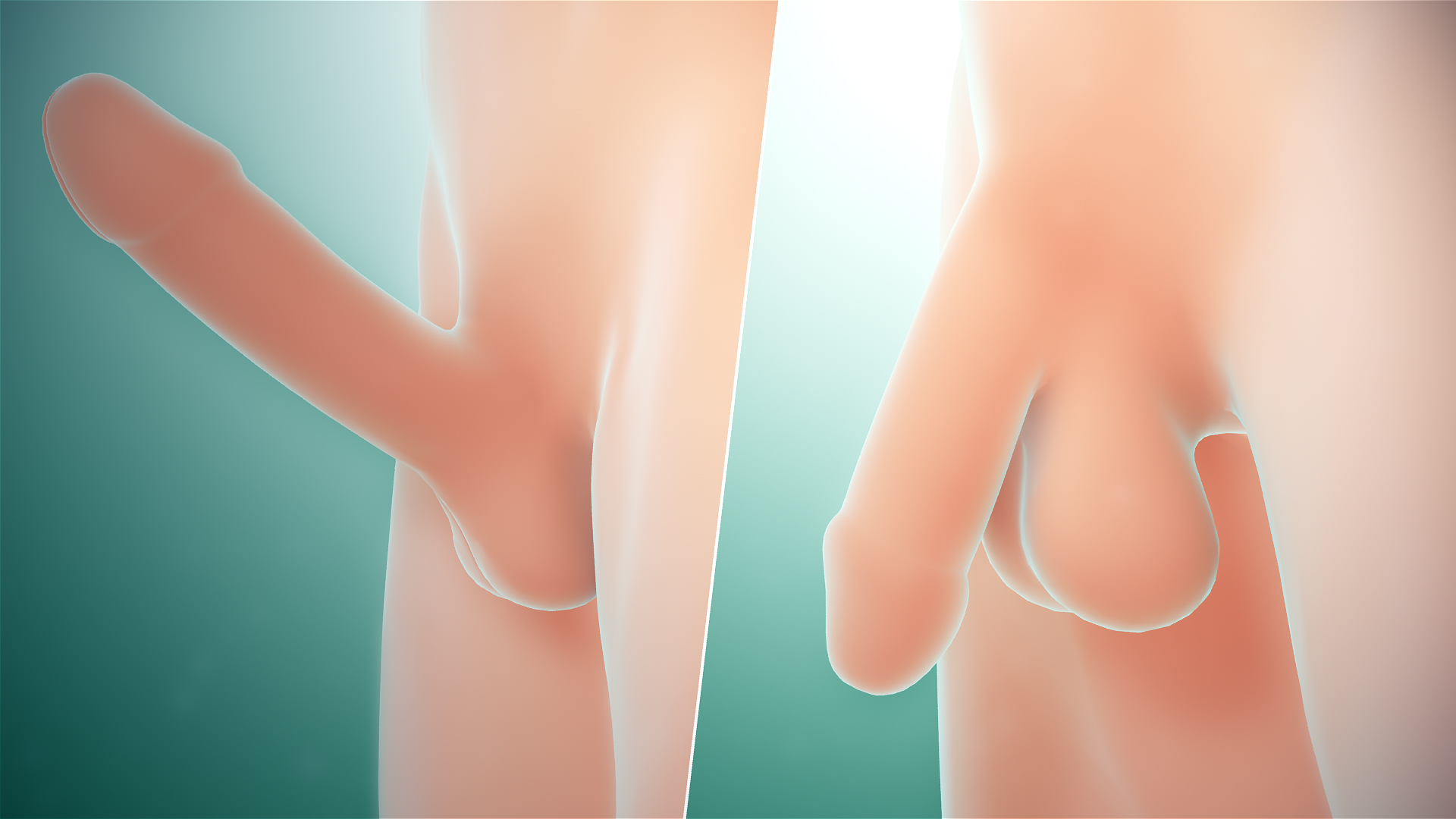
陰茎の模型（左が勃起時、右が通常時）

陰茎の図解（左が通常時、右が勃起時）

哺乳類の陰茎には、尿道が中を通っているのが特徴である。尿道には、精子を含む精液と、尿との両方が流れる。したがって、陰茎は、性器であると同時に泌尿器の働きを持っている。尿道の途中には弁があり、尿と精液が混ざり合うことはない。陰茎は、性行為の際に海綿体が充血して勃起することで膣に挿入可能な硬さを持つようになる。ヒトの陰茎には陰茎骨が無く非勃起時は柔軟である。

### 構造と機能
陰茎は、平常時は左右の脚の間の前方に懸垂する柔軟な器官で、普段は排尿に用いられ、また性的興奮性交時には勃起し、精液を射精する器官でもある。思春期に第二次性徴によって男性器のタナー段階IIIより陰茎が長くやや太くなり（陰茎の増大から約1年後に陰茎基始部から陰毛が発生し始める、発生し始める時、男性器のタナー段階は成長に個人差があるため、IIIのままかIV以降に成長しているかのどちらかとなる）、IVで長く太くなり、陰茎亀頭が発達する。そしてVで成人型となる。完全にまっすぐな陰茎はまれであり、大抵上下左右いずれかの方向に曲がっている。大きく曲がっていても性交に支障はまずないが、45°を超えるようだと性交に支障を来たし、手術で矯正することがある。

### 海綿体
陰茎の内部には、左右1対の陰茎海綿体と、その下側を通る尿道海綿体の、計3本の海綿体が通っている。2本の陰茎海綿体は根部で左右に分かれ、陰茎脚を形成しており、尿道海綿体は中に尿道が通っている。海綿体は、体内の会陰部から陰茎の先端まで続いており、陰茎の大半を構成している。陰茎の先端まで続いているのは尿道海綿体であり、根側では尿道球部を、先端では亀頭を形作っている。海綿体は白膜と呼ばれる強靱な膜で包まれ、それを更に陰茎筋膜、浅陰茎筋膜が包み、その外が皮膚となっている。
海綿体の内部は、蛇行する静脈洞が密集してスポンジ状になっており、副交感神経を通じて、陰茎深動脈からの血流が調節されている。性的興奮やその他の生理現象により、静脈洞への血流が多くなり、海綿体は血液で満たされて膨張して硬くなる。また、それと同時に海綿体表層部の導出静脈が圧迫・閉塞され、海綿体からの血液の流出が阻害される。これにより、陰茎全体も膨張して硬く変化する。これを陰茎の勃起と呼ぶ。勃起時に最も硬くなるのは陰茎海綿体であり、精液通路（尿道径）の確保のため、尿道海綿体は比較的柔らかい。

### 亀頭
亀頭（きとう）とは、陰茎の先端部分のくびれ（亀頭冠）から先の太さが違う一般的にピンク色をした部分をいう。尿道海綿体が陰茎の先端で太くなっており、皮膚のすぐ内側にまで存在している。亀頭部の皮膚はそれ以外よりも薄く、尿道海綿体に癒合している。亀頭の皮膚、皮下には、感覚受容器が発達しており、性行為の際の摩擦に特に敏感である。亀頭は前述通り、タナー段階IVより発育する。
亀頭の形状にも意味があり、前後運動の際、膣内に残されたほかのオスや自身の古い精液を掻き出す働きを持つ。ゴードン・ギャラップ博士による人工性器とコーンスターチを使った実験では、くびれのないものの35%に対し、くびれたものでは90%以上を排出している。

### 包皮
亀頭以外の陰茎の皮膚は、陰茎内部の組織と癒合しておらず、容易に前後に移動することができる。これにより性交の際の前後運動を円滑に行うことができる。この皮膚を「包皮（ほうひ）」と呼ぶ。包皮には体毛は見られず、また亀頭の近辺の包皮には皮脂腺が多く、これが恥垢となる。小児の場合、亀頭は包皮に覆われているのが生理的に普通である。成長後も覆われたままで亀頭が露出しないものを「包茎（ほうけい）」と呼ぶ。

### 尿道
尿道海綿体を通る尿道は、亀頭の下側を通り、陰茎の先端に達し、そこで体外とつながる（外尿道口）。尿道は骨盤内部で膀胱に接続されている。膀胱にたまっている尿は、尿道を通り、陰茎の先端から体外へ排泄される。
一方、精子の通り道は、精管の端の射精管が尿道に、膀胱を出たばかりの場所で接続されており、ここで尿道に合流する。この部位の尿道は、前立腺の中を貫通している。前立腺は、もうひとつの分泌腺である精嚢と同様、精液の成分のほとんどを分泌する腺で、尿道を通る際に分泌液が精子と混ぜ合わされ、受精に適したpHと粘度になった後、体外に射出される。
尿の排泄は、膀胱壁の排尿筋の収縮と内尿道括約筋の弛緩によって起こる。精液の射出は、精嚢腺、射精管、前立腺や精嚢周辺の筋肉の収縮によって起こる。いずれも、これらを下腹部に力を入れて我慢する際には、陰茎よりも上流（内部）に相当する部位（尿生殖隔膜部）の尿道にある外尿道括約筋を収縮させることで行われる。
勃起時には尿道が狭くなり尿の排泄が、不可能ではないにせよ困難となる。さらに、射精時には尿道括約筋の働きにより尿の排泄が不可能となり、尿道は精液の専用通路に切り替わる。

### 陰茎のサイズ
ヒトの陰茎の大きさは個人によって様々であるが、男性ホルモンの影響を強く受ける。統計的に陰茎長は精巣容積、BMI、総テストステロン値と有意な相関関係がある。
実測データとしては、乳幼児の頃は2cmから3cm程、引き伸ばした大きさ（ほぼ勃起時の大きさ）は約4cm程度。思春期開始時には4cm弱、引き伸ばした大きさは6cm程度で思春期を経て急速に発達し、成人では、平常時8cm、勃起時は報告によるが9.5cm、12.7cmなどとされている。17歳くらいまでに陰茎の成長は停止するとされる。

## 陰茎に関する疾患

### 小陰茎・小陰茎症
小陰茎・小陰茎症 又は、マイクロペニス(en:Micropenis）とは遺伝子異常のクラインフェルター症候群やホルモンバランスなどの影響で陰茎の平均サイズより著しく「小さい」又は「小さく」なる病気である。7cm未満の陰茎の場合に小陰茎と呼ばれる。患者の割合は成人男性の約0.6%を占める。マイクロペニスと診断された場合、治療が行われることもある。

### 勃起不全
ドイツ語でインポテンツ（Impotenz;略してインポ）。近年ではED (Erectile Dysfunction) とも呼ばれる。陰茎の勃起は、副交感神経に依存しており、末梢神経障害、心因性、脊髄損傷などで十分な勃起が起きなくなることがある。この勃起機能の低下を「勃起不全」という。

### 尿路感染症
男性は、女性に比べて陰茎の分だけ尿道が長く、また肛門から外尿道口が離れているため、女性に比較して尿路感染症にかかりにくい。しかし、男性も高齢になり前立腺肥大症になると膀胱に尿が貯留する傾向となるため尿路感染症にかかりやすくなる。一部の日和見感染以外は、起因菌は大腸菌である。反復感染する場合は、尿路系の先天性奇形の存在や、尿路異物の存在を疑う。

### 陰茎折症（陰茎骨折）
勃起状態の陰茎に無理な力が加わると、海綿体を包んでいる白膜（陰茎海綿体薄膜）などが断裂する事があり、これを陰茎折症という。

### 先天性奇形
半陰陽や、尿道下裂などが知られる。

### 包茎（真性包茎）
包皮を反転させて亀頭を露出させることが不可能な場合を、「包茎（ほうけい）」あるいは「真性包茎（しんせいほうけい）」と呼ぶ。包皮の一部が亀頭に癒着していることや、亀頭先端を覆う包皮が狭い（包皮輪狭窄が起こっている）ために亀頭を通過させられないことが原因で起こる。罹患率は0.6 - 3.7%、または15歳の男性で8.6%。

#### 嵌頓包茎
包皮輪狭窄が起こっている包茎には、平常時には包皮を反転させられる場合があるが、その結果、包皮の狭い部分が陰茎を絞扼し、亀頭が鬱血し、包皮を亀頭に被せられなくなることがある。このような症状を、「嵌頓（かんとん）」ないしは「嵌頓包茎（かんとんほうけい）」と呼ぶ場合もある。この場合、鬱血している部分が壊死する恐れがあるため、速やかに医療機関で処置を受ける必要がある。

#### その他
平常時に亀頭が包皮に覆われているものの、勃起時に自然と亀頭が露出する、または手で容易に包皮を剥いたり亀頭に被せたりすることができる場合は、俗に「仮性包茎」などと美容外科業界などで呼ばれるが医学用語ではなく、英語圏では単に"uncut"(割礼していない状態)と呼ばれる。また公的治療の対象ではない。公的治療対象となるのは病理学上の包茎（真性包茎）のみである。したがって診療上は「包茎」といった場合は「真性包茎」のみをさし、公的医療保険の対象となる。割礼を行わない成人男性の大半はこのような通常時亀頭が包皮に覆われた状態であり、通常、勃起や性交や射精に支障はなく治療の必要はなく、現に日本を始めとした多くの先進国で公的医療保険の対象となっていない。若い頃に包皮に覆われていない場合でも、老齢により陰茎が縮小し包皮が覆われる場合もある。また寒さや水泳後、運動後に陰茎からの血液減少により陰茎が一時的に縮小し、包皮が覆われる場合もある。

##### 包茎治療
包茎治療には外用コルチコステロイドと緩やかな伸長が有効であるが、包皮の環状切除が必要となることもある。
包皮の環状切除は、勃起時に余る分の包皮を外科的に切除してしまい、亀頭を覆うことができないようにする包皮切除手術（包茎手術）である。成人型男性器（タナー段階の第5段階）に達しても包皮が反転できるようにならず勃起時に陰茎に痛みを感じる場合、あるいは嵌頓状態になって戻らない場合には、外科的治療の対象となり、健康保険の適用対象となる。
その一方で、勃起の妨げとはならない場合や、成人型男性器に達する前（タナー段階の第1〜4段階の間）の治療や、単なるアンカット（俗に言う仮性包茎）の場合は、美容外科（美容整形）と同様に自由治療となり、健康保険は適用されない。
割礼は地域によって慣習的に行われているが、その意味においては根拠に基づく医療にはよらず、もっぱら宗教などに基づく風習的な面が強く、『スポック博士の育児書』では住んでいる地域で周囲が慣習的に行っている場合にのみ、将来的な子供間の被差別（いわゆるいじめ）などを回避する意味合いから施術を勧めている程度である。特に発展途上国では不衛生な状態での包皮切除により重大な結果を招くことが多くあり、長年問題視されている。

## 陰茎の文化

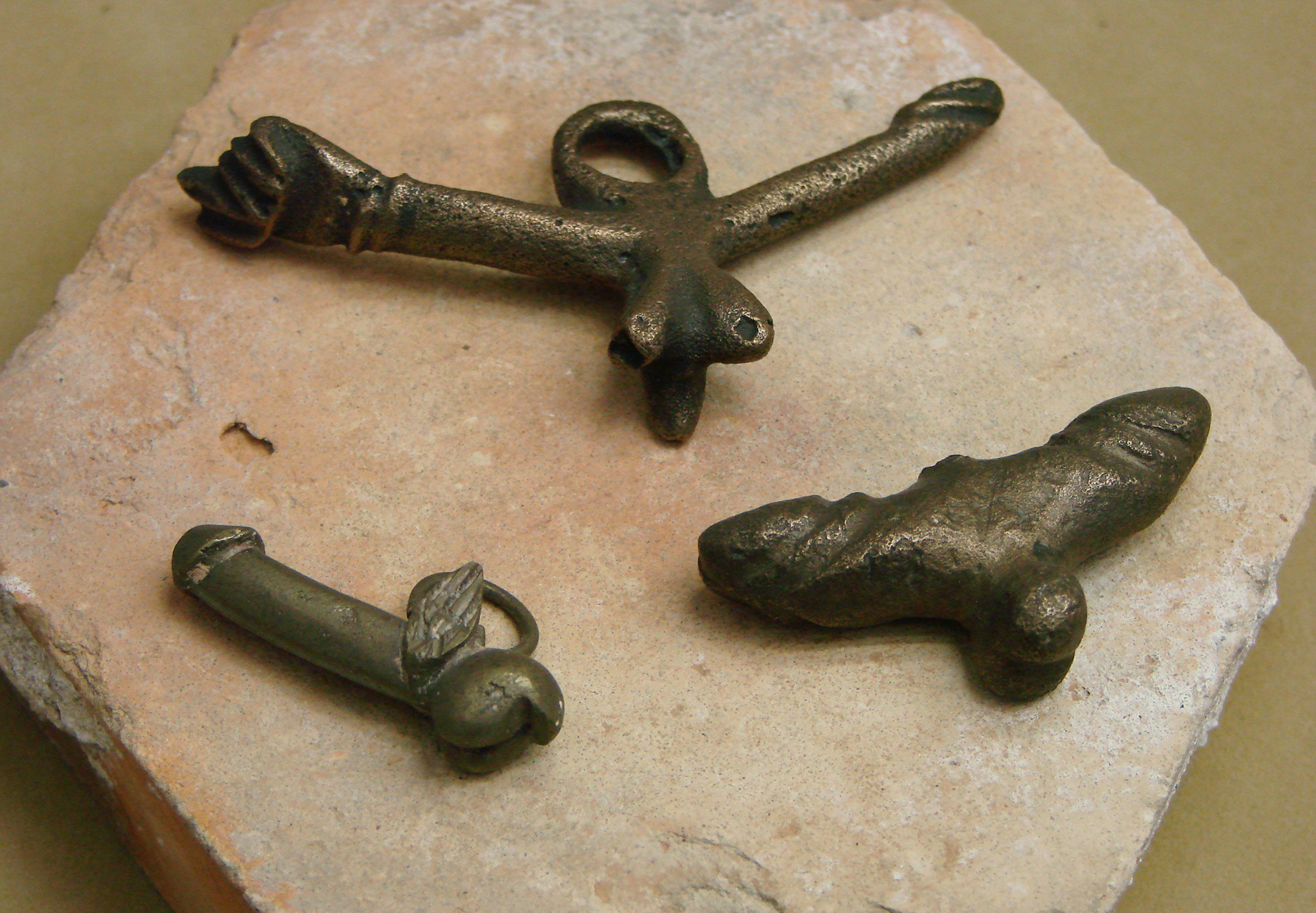
ローマ時代ガロ・ローマ文化のお守りファスキヌム、一番上のものはフィグ・サイン（manus fica）をした手と一緒になったもの

### 陰茎の隠語・卑語・俗称
古代からほぼ卑語や隠語として使われる。幼児語における隠語として「ちんちん（おちんちん）」「ちんぼこ（ぼこちん）」「ちんこ」「ちんぽ」「ぽこちん（ちんぽこ）」がある（カタカナ書きする事もある）。その一方で成人男性の陰茎を指す卑語としては「マラ（摩羅）」「息子」「愚息」「竿（肉竿）」「肉棒」「ソーセージ/ウインナー」「モノ」「剛直」などがあるほか、各種漫画や文学作品においてはソーセージの他にバナナなどの棒状や円筒形状の物、オットセイやゾウ（サイズによってはマンモス）等の動物が男性器を暗喩する場合もある。欧米では「ペニス」の発音は「ピニス」とされている。
民俗学関係では、女性器の外陰部を「女陰」と呼ぶのに対して、男性器の陰茎を「男根」、陰陽思想では陽は男性を表すことから「陽根」と呼んでいる。また、大きな膣口の女陰を「巨陰」と呼ぶのに対して、大きな男根を「巨根」と呼んでいる。

### 各地の男根信仰

#### 抽象的シンボルとして
ペニスは古来世界中で、子孫繁栄やエネルギーのシンボルとしてさまざまな形で表現されてきた。

#### 日本における神事

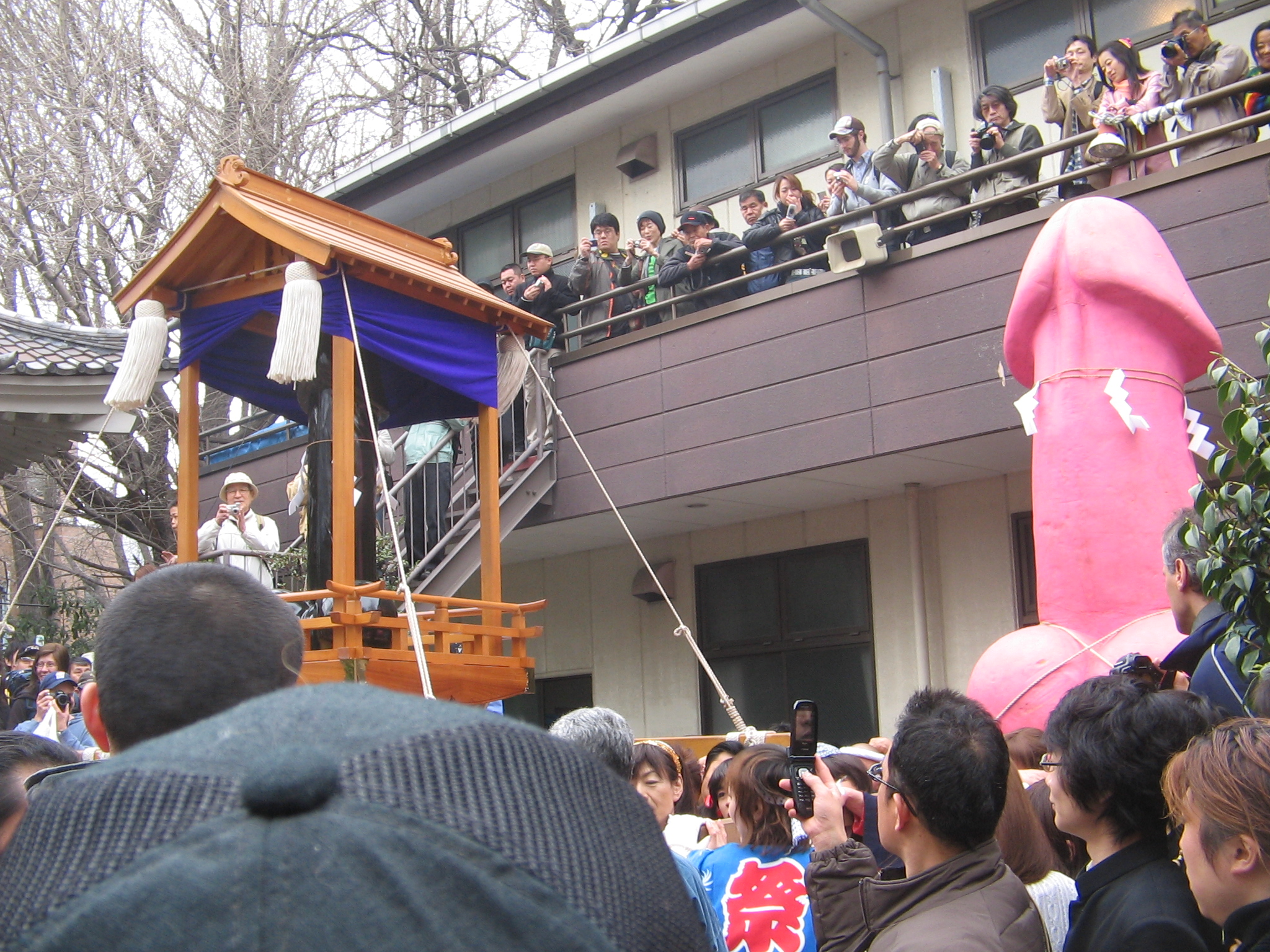
金山神社のかなまら祭（神奈川県川崎市）

日本の一部の神社では主に五穀豊穣・子宝の神として、陰茎（ペニス）を御神体としているところがある。また、陰茎を模った神輿などが繰り出される祭事も各地に存在していて、路傍でも道祖神が拝まれる。特に有名なのが、愛知県小牧市にある田縣神社（たがたじんじゃ）で、毎年3月15日に行われる「豊年祭」では木でできた巨大な陰茎「大男茎型（おおおわせがた）」を神輿に乗せて練り歩き、当日は外国人も含め多くの観客が訪れる。
静岡県賀茂郡東伊豆町稲取の「どんつく神社」には、木製の巨大な陰茎を載せた神輿が鎮座している。この神社の名前自体が、陰茎で「どん」と「突く（つく）」ということに由来するものである。毎年6月第1火 - 水曜日の2日間にかけて「どんつく祭」が開催され、前述の神輿が温泉街を練り歩く。
神奈川県川崎市の金山神社では、毎年4月の第1日曜日に「かなまら祭」が開催されている。飯盛女たちが商売繁盛や性病避けの願掛けを行った江戸時代の「地べた祭」が元であるが、この祭自体は明治時代に入ってから寂れてしまったものの、1970年代になって「かなまら祭」として再興されたものである。陰茎を模った3つの神輿が巡行し、毎年数多くの観光客が訪れている。
福岡県田川郡添田町の深倉峡には奇岩「男魂岩」があり、対岸の「女岩」との間がしめ縄で結ばれている。11月には「男魂祭」が開かれる。

他に男根信仰で有名な神社には、栃木県日光市と群馬県利根郡片品村の境にある金精神社、和歌山県西牟婁郡白浜町の歓喜神社、山口県長門市俵山の麻羅観音などがある。

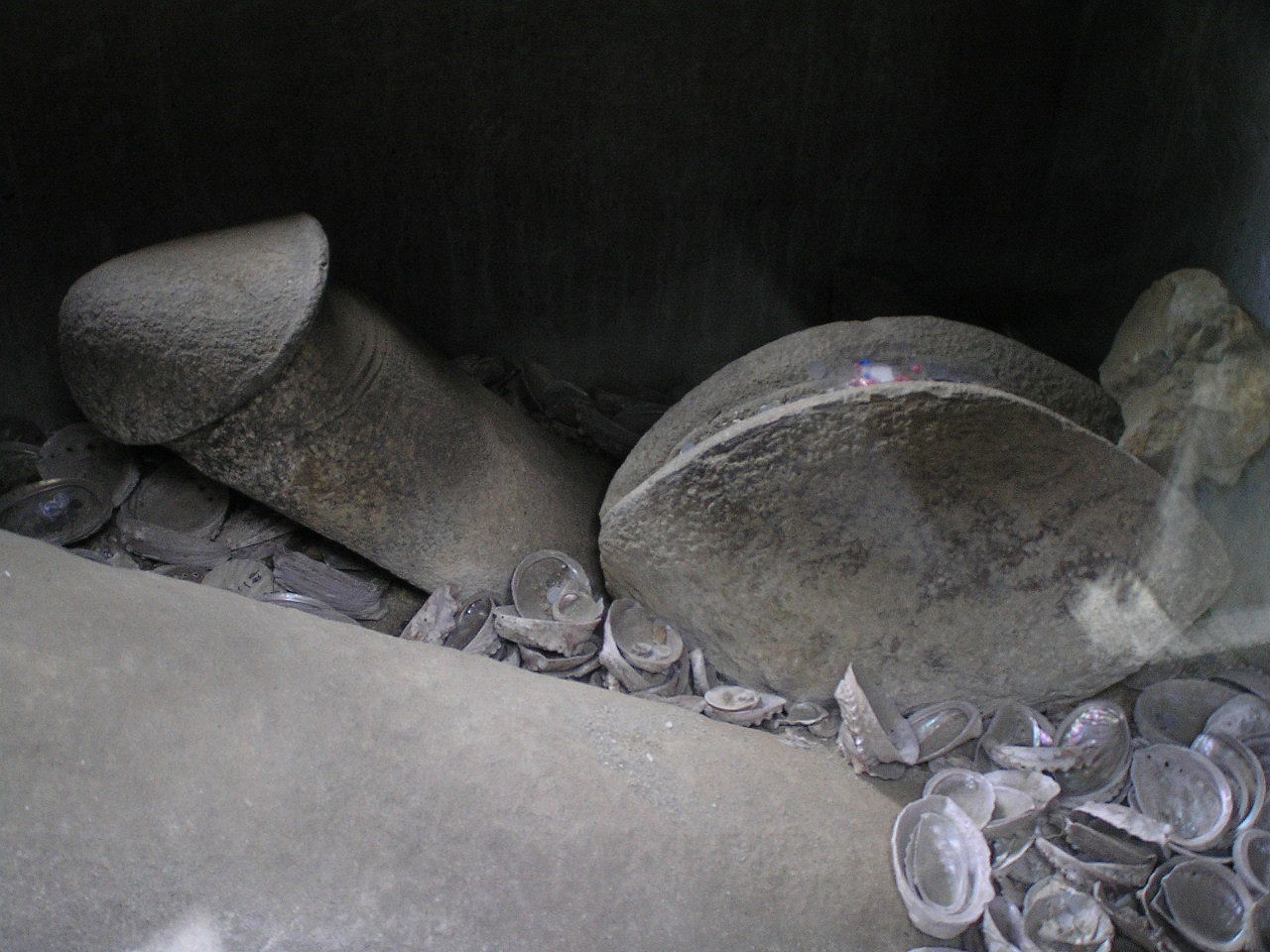
神戸市西区裸石神社
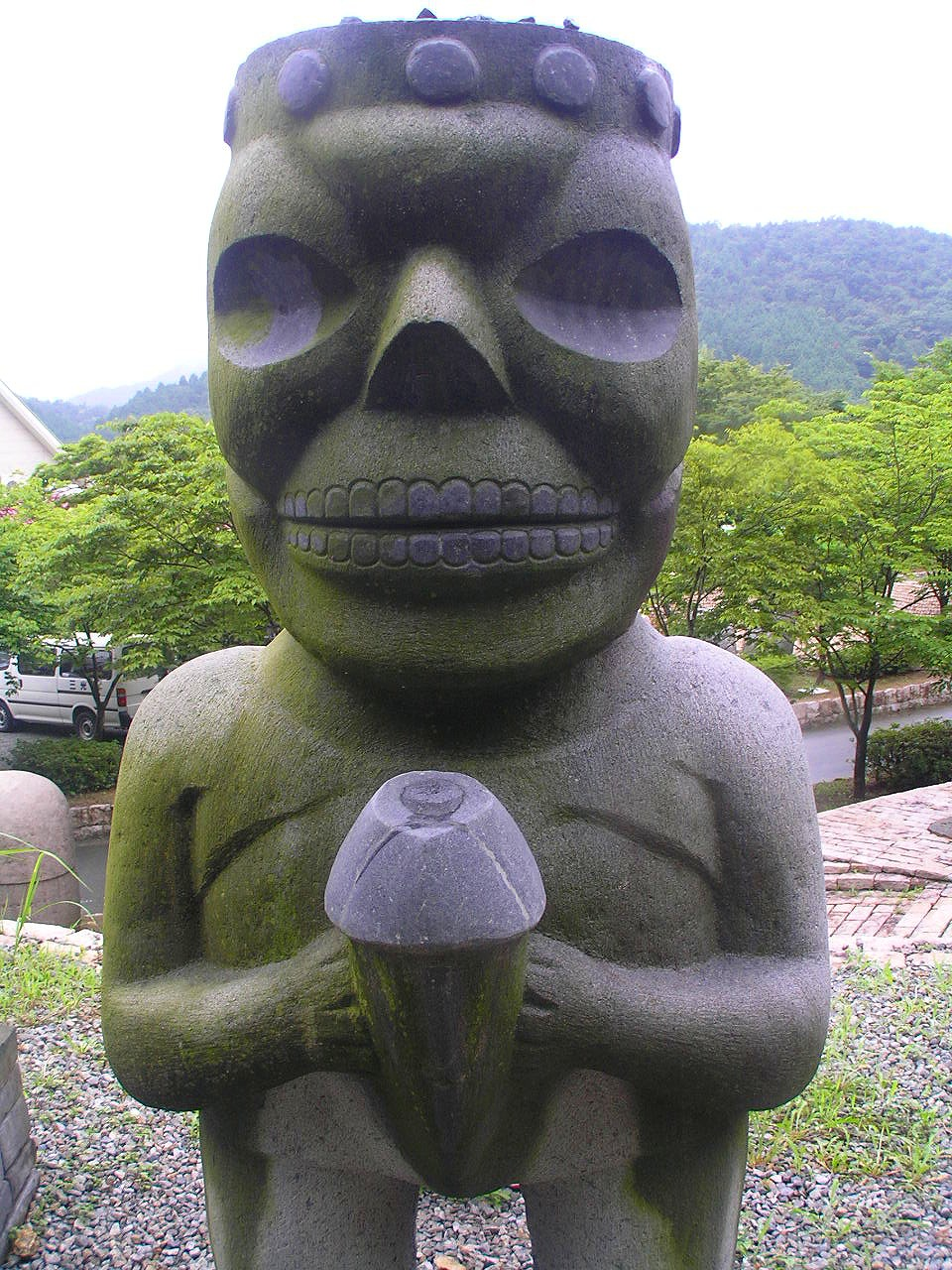
太陽公園

#### 各地の風習

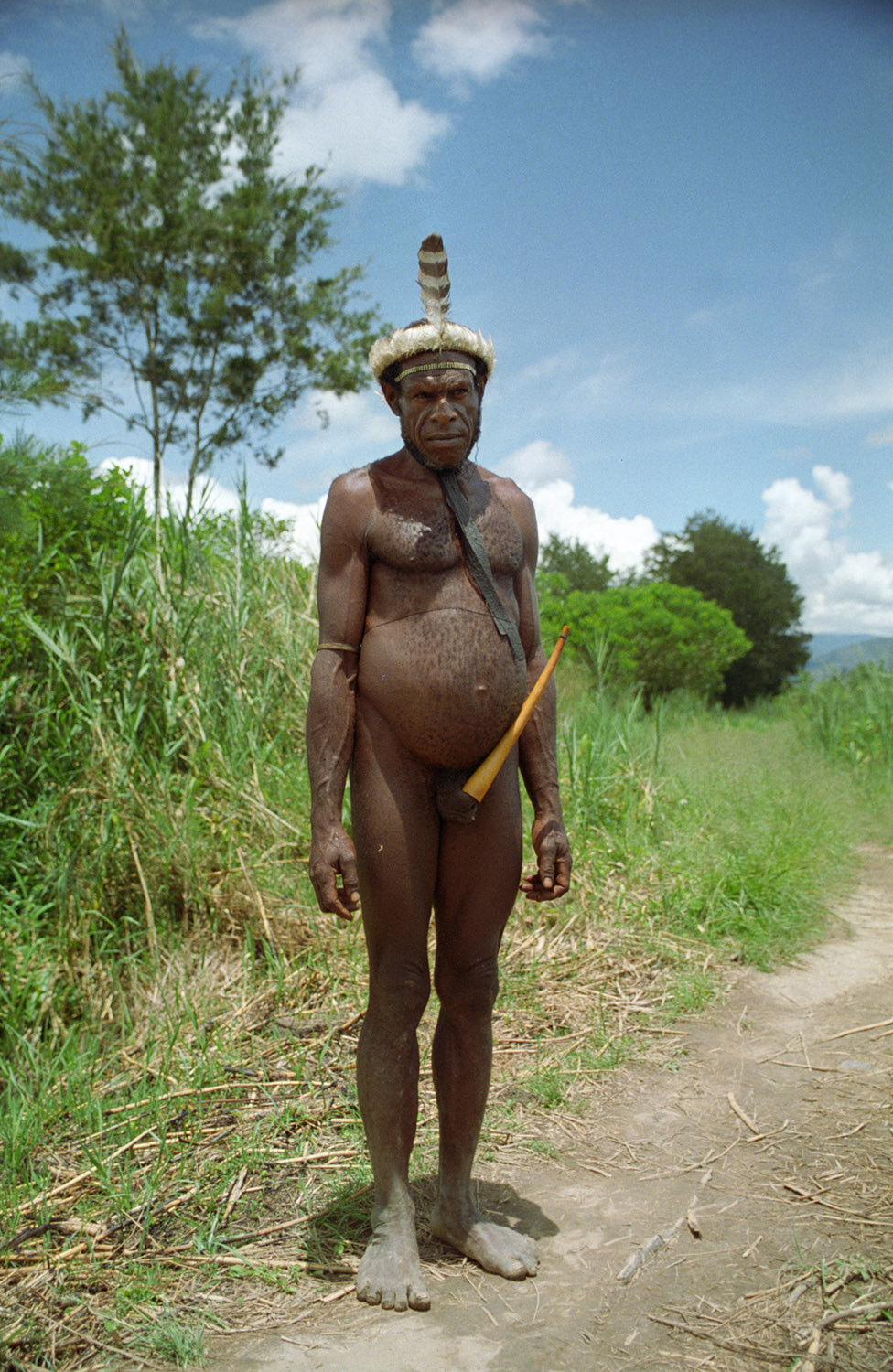
コテカを着用しているパプア人

パプアニューギニアでは主食であるヤムイモを人間の男と女に見立て、これで擬似的にセックスを表現する風習が存在している。
ニューギニア島の先住民であるダニ族とヤリ族は、男性用下着または装身具としてコテカを着用する。

## 備考
アイスランドには「アイスランドペニス博物館」という規模こそ小さいが、世界でも類を見ない陰茎のみをテーマにした博物館がある。同館の標本・陰茎の剥製コレクションは、アイスランドの陸海に住むほとんどの哺乳類を網羅し、なかでも23種の鯨の陰茎を並べて示すという世界でも珍しい展示物がある。2011年1月初旬に死亡した男性のペニスが標本化され、ホモ・サピエンスのペニスが博物館の所蔵品に加わることになった。
チャック・ベリーは「ロンドン・セッション」からシングルカットした「MYDING-A-RING」で初のチャート1位を獲得したが、実はこの曲はペニスを歌っている。歌詞も進むにつれ露骨になってくる。